# Dombeya delislei
Espèce
Classification phylogénétique
Dombeya delislei est une espèce de plante de la famille des Sterculiacées. Elle est endémique de l'île de La Réunion, département d'outre-mer français et région ultrapériphérique dans le sud-ouest de l'océan Indien.